# Gallileo
Gallileo – wieżowiec we Frankfurcie nad Menem, w Niemczech, zlokalizowany w biznesowym centrum miasta Bankenviertel o wysokości 136 metrów i 38 kondygnacjach. Całkowita powierzchnia biurowca wynosi około 30.000 m². W wieżowcu mieszczą się powierzchnie biurowe należące w głównej mierze do Dresdner Banku, sklepy, bar, a także tzw. The English Theatre - teatr anglojęzyczny.